# Santarém
Santarém és un municipi portuguès al districte de Santarém, a la regió d'Alentejo i a la subregió de Lezíria do Tejo. L'any 2004 tenia 64.124 habitants. Limita al nord amb Porto de Mós, Alcanena i Torres Novas, a l'est amb Golegã i Chamusca, al sud-est amb Alpiarça i Almeirim, al sud amb Cartaxo, al sud-oest amb Azambuja i a l'oest amb Rio Maior. Correspon a l'antiga Escàlabis. Inclou les freguesies d'Abitureiras, Abrã, Achete, Alcanede, Alcanhões, Almoster, Amiais de Baixo, Arneiro das Milhariças, Azóia de Baixo, Azóia de Cima, Casével, Gançaria, Marvila (Santarém), Moçarria, Pernes, Pombalinho, Póvoa da Isenta, Póvoa de Santarém, Romeira, Santa Iria da Ribeira de Santarém (Santarém), São Nicolau (Santarém), São Salvador (Santarém), São Vicente de Paul, Tremês, Vale de Figueira, Vale de Santarém, Vaqueiros i Várzea.

## Població
| Població del concelho de Santarém (1801 – 2004) | Població del concelho de Santarém (1801 – 2004) | Població del concelho de Santarém (1801 – 2004) | Població del concelho de Santarém (1801 – 2004) | Població del concelho de Santarém (1801 – 2004) | Població del concelho de Santarém (1801 – 2004) | Població del concelho de Santarém (1801 – 2004) | Població del concelho de Santarém (1801 – 2004) | Població del concelho de Santarém (1801 – 2004) |
| ----------------------------------------------- | ----------------------------------------------- | ----------------------------------------------- | ----------------------------------------------- | ----------------------------------------------- | ----------------------------------------------- | ----------------------------------------------- | ----------------------------------------------- | ----------------------------------------------- |
| 1801                                            | 1849                                            | 1900                                            | 1930                                            | 1960                                            | 1981                                            | 1991                                            | 2001                                            | 2004                                            |
| 37304                                           | 15425                                           | 41994                                           | 54701                                           | 63777                                           | 62896                                           | 62621                                           | 63563                                           | 64124                                           |

## Història
Fou la Scallabis romana seu d'un convent jurídic de la província de Lusitània. Va passar als àrabs vers el 714 o 715, segurament per un tractat de capitulació que li va garantir autonomia (probablement similar a la de Todmir o Tudmir al sud-est de la península), i va agafar el nom de Xantarin derivat de Santa Iria que havia substituït al seu nom romà. Va ser capital d'una cora (kura) molt lligada a Coimbra (Kulumriya) al nord i Lisboa (Al-Uixbuna) al sud. Degut a la seva autonomia, no es van establir al nord del riu Tajo colons àrabs i la islamització fou reduïda i l'arabització (els hispanoromans van esdevenir mossàrabs) limitada, més causada per relacions econòmiques que per imposició política. No es registren moviments autonomistes a la regió de Santarem durant el valiat, l'emirat i el califat de Còrdova. Fou conquerida pels portuguesos el març de 1147. El darrer cop que els musulmans la van voler recuperar fou el 1184 quan fou assetjada pel califa almohade Abu-Yaqub Yússuf ibn Abd-al-Mumin, que hi va trobar la mort.

## Fills il·lustres
- Carlos Maria Machado (1816-1865), compositor
- Manuel dos Reis Tavares (1590 - 1686), metge i compositor